# 美國參議院情報委員會
美國參議院情報專責委員會（英語：United States Senate Select Committee on Intelligence），簡稱參議院情報委員會，是美国参议院的一个專責委员会，它负责监督美国联邦政府中为行政和立法机构提供信息和分析的情报体系，该委员会成立于1976年，以接替丘奇委员会。